# Illmitz
Illmitz es una ciudad localizada en el Distrito de Neusiedl am See, estado de Burgenland, Austria.
- Datos: Q663981
- Multimedia: Illmitz / Q663981

1. ↑  Worldpostalcodes.org, código postal n.º 7142.